# Stazione di Siculiana Marina
La stazione di Siculiana Marina è stata una fermata ferroviaria posta lungo la ex linea ferroviaria a scartamento ridotto Castelvetrano-Porto Empedocle chiusa nel 1978. La fermata, situata vicino alla spiaggia di Giallonardo, era al servizio di Siculiana Marina, frazione del comune di Siculiana.

## Storia
La fermata venne inaugurata nel 16 giugno 1915 insieme al tratto Cattolica Eraclea-Siculiana.
Nel 1978 la fermata cessò il suo funzionamento insieme al tratto Ribera-Porto Empedocle.

## Strutture e impianti
Era composta da un fabbricato viaggiatori, oggi riconvertito in B&B, e dal binario di circolazione.